# تیم ملی والیبال زنان ویتنام
تیم ملی والیبال زنان ویتنام تیم ملی والیبال زنان کشور ویتنام است.